# Hamburger Energiewerke
Die Hamburger Energiewerke GmbH sind ein privatwirtschaftlich organisiertes Energieversorgungsunternehmen im Eigentum der Freien und Hansestadt Hamburg. Aufgrund der Fusion von Wärme Hamburg (ehemals Vattenfall Wärme Hamburg GmbH) und Hamburg Energie im Januar 2022 sind die Hamburger Energiewerke Hamburgs größtes Energieunternehmen. Die Hamburger Energiewerke versorgen 168.000 Kunden mit Strom und Gas und liefern rund ein Viertel der Hamburger Nutzwärme.
Auch wenn die Hamburger Energiewerke dem Gründungsdatum nach ein ganz junges Unternehmen sind, können sie doch auf eine lange Historie zurückblicken.

## Geschichte der Fernwärme in Hamburg

### 1842 bis 1949
Die Geschichte des zentralen Fernwärmesystems in Hamburg reicht zurück bis ins 19. Jahrhundert. Nach dem großen Brand im Mai 1842, dem auch das alte Hamburger Rathaus zum Opfer gefallen war, war nach vier Jahrzehnten langer Planung klar, dass keine Feuerungsanlage mehr im Rathaus eingebaut werden sollte. Die Wärme musste also von außen kommen. Im Herbst 1887 forderte die Hamburger Rathauskommission vier bekannte deutsche Heizungsfirmen auf, Entwürfe für eine Heiz- und Lüftungsanlage des Rathauses einzureichen. Den Zuschlag bekam das hamburgische Unternehmen Rud. Otto Meyer und die Berliner Firma David Grove für ihre Idee, die Wärme zusammen mit dem Strom aus der Poststraße zu holen. Die Nürnberger Firma Schuckert & Co. hatte hier ein städtisches Elektrizitätswerk errichtet. Ab 1888 lieferte es täglich zwischen 13:00 und 23:00 Uhr Strom. Von der Poststraße aus wurde eine 300 Meter lange Rohrleitung aus Kupfer zum Rathaus verlegt. Noch bevor das Rathaus fertiggestellt war, lieferte das Kraftwerk Poststraße 1893 probeweise die ersten Dampfmengen an das Rathaus. Damit hatte das Deutsche Kaiserreich sein erstes Kraftwerk, das gleichzeitig Strom und Wärme produzierte, und die Fernwärmeversorgung in der Hansestadt Premiere.
Am 1. April 1894 wurden die Hamburgischen Electricitäts-Werke (HEW) gegründet. Damit ging das Kraftwerk Poststraße mit allen Einrichtungen und Vorräten von der Firma Schuckert & Co. in den Besitz des neuen Unternehmens über. Die HEW produzierte also von Anfang an Strom und Fernwärme für Hamburg.
Erst nach dem Ersten Weltkrieg wurde die weitere Fernwärmeversorgung aufgebaut. Bereits im Winter desselben Jahres wurden fünf Bürohäuser in der City mit Fernwärme versorgt, darunter das Alsterhaus und die Dresdner Bank am Jungfernstieg. Zwei Jahre später waren es bereits 24 Gebäude in der Innenstadt, die sich für die Umstellung auf Fernwärme besonders gut eigneten, da sie alle über Zentralheizungsanlagen verfügten.
Als die Kapazität des Heizkraftwerks Poststraße erschöpft war, pachtete die HEW das Elektrizitätswerk in der Karolinenstraße und rüstete es zum Heizkraftwerk um.
1929 wurde das Kraftwerk Bille zusätzlich zur Fernwärmeversorgung herangezogen, da die Kraftwerke Poststraße und Karoline an der Grenze ihrer Leistungsfähigkeit waren. Ab der Heizperiode 1929/30 diente das Kraftwerk Poststraße nur noch als Reserve und zusätzliche Wärmequelle an sehr kalten Tagen sowie zur Versorgung von Warmwasserbereitungsanlagen und Koch- und Waschküchen in Hotels in den Sommermonaten.
Durch die steigende Nachfrage nach Elektrizität und Heizdampf bestand die Absicht, das Werk Bille 1933 zu einem modernen Heizkraftwerk umzubauen. Es stellte sich allerdings heraus, dass es günstiger war, dass aus dem Jahre 1917 stammende Kraftwerk Tiefstack auszubauen. Hieraus entstand der Plan, die beiden Werke Bille und Tiefstack durch eine 3,4 km lange Dampfleitung zu verbinden. Mitentscheidend für den Bau der Leitung war das Angebot der Freien und Hansestadt Hamburg, Dampf von der neu errichteten Müllverwertungsanlage Borsigstraße (MVA) in das Dampfnetz der HEW einzuspeisen.
1934 übernahmen die Kessel des Kraftwerks Tiefstack die Dampfversorgung der veralteten Anlagen in der Bille und lieferten Dampf mit 350 °C über eine 3,5 km lange Leitung. Damit war die Verbindung zwischen den Werken Karolinenstraße und Tiefstack geschaffen worden, die noch heute besteht.
In den Kriegs- und Nachkriegsjahren verringerte sich die Fernwärmeabgabe. Von den insgesamt 1942 angeschlossenen 242 Gebäuden wurden 65 Prozent völlig zerstört bzw. so stark beschädigt, dass sie nur teilweise in Betrieb genommen werden konnten. Im Jahr 1948, als die größten Schäden beseitigt waren, nahm die Fernwärmeversorgung wieder zu. Fernwärme wurde von Anfang an als Energieversorgung für den neuen Wohnkomplex am Grindel eingeplant. Da die Anschlussleitungen an das bestehende Fernwärmenetz nicht rechtzeitig fertiggestellt werden konnten, versorgte die HEW die ersten Bewohner mit einer mobilen HEW-eigenen Kesselanlage mit Wärme und Warmwasser im Winter 1949.

### 1955 bis 1994
Ab 1956 übernahm das Heizkraftwerk (HKW) Karoline die Wärmeversorgung. Gleichzeitig mit dem Hochhauskomplex am Grindel wurde eine größere Anzahl von anderen privaten und staatlichen Gebäuden angeschlossen. Mit dem Universitätskrankenhaus Eppendorf wurde 1956 ein Wärmelieferungsvertrag abgeschlossen. Die Heizwassertransportleitung wurde daraufhin von den Grindelhochhäusern bis zum Krankenhaus verlängert.
In der Zeit von 1956 bis 1958 wurden die Heizwassertransportleitungen vom HKW Karoline durch die Neustadt bis zum Gerhart-Hauptmann-Platz verlegt. Mit zunehmender Bautätigkeit und Planung der Ost-West-Achse von St. Pauli über Rödingsmarkt bis Meßberg konnten weitere Kontor- und Geschäftshäuser für die Wärmeversorgung gewonnen werden. Im Jahr 1957 wurde mit der Planung und dem Bau eines Rohrnetzes in Neu-Altona begonnen. Ein Jahr später wurden die ersten Häuser in Neu-Altona mit Fernwärme versorgt.
Im Geschäftsjahr 1958/59 waren insgesamt 543 Kunden an das damals 67 Kilometer lange Fernwärmenetz angeschlossen; dabei waren die Werke Karoline und Tiefstack je zur Hälfte an der Wärmeabgabe beteiligt.
Im Jahre 1959 wurde mit dem Bau des Heizkraftwerks Hafen begonnen. Das neue Werk sollte nicht nur die HKWs Tiefstack und Karoline entlasten, sondern auch den steigenden Strombedarf des Hafens und der im Freihafengebiet ansässigen Gewerbebetriebe abdecken.
Um die Wärmeleistung in das Fernwärmedampf- und Heizwassernetz der Stadtheizung einspeisen zu können, war der Bau von Transportleitungen vom HKW Hafen zur Innenstadt durch einen 433 Meter langen und in 20 Meter Tiefe liegenden Tunnel zwischen Kaiserkai und Zippelhaus erforderlich. Die Dampf- und Kondensatleitung speist in der Mönckebergstraße in das bestehende Dampfnetz ein. Mit dieser dritten Einspeisung neben dem HKW Tiefstack und dem HKW Karoline wurden die Kapazität und die Versorgungssicherheit im Fernwärmenetz (Dampf und Heizwasser) abermals erhöht.
1963 wurde das erste vollklimatisierte Hochhaus in Hamburg, das Unilever-Hochhaus, an das Fernwärmedampf- und Heizwassernetz angeschlossen. Der Dampf diente ausschließlich zur Kälteerzeugung in einer Absorptionskälteanlage.
Die Vorplanungen zur Versorgung der Neubaugebiete Steilshoop und der Geschäftsstadt Nord mit Fernwärme begannen bereits im Jahre 1959. Mit Abschluss einer Rahmenvereinbarung im Jahr 1963 zwischen der Freien und Hansestadt Hamburg und der HEW wurde die Versorgung mit Fernwärme festgelegt – das führte zu einem umfangreichen Ausbau des Fernwärmenetzes. Die Gebiete Steilshoop und die Geschäftsstadt Nord wurden über eine 12 km lange Transportleitung an das HKW Tiefstack angebunden. Durch den Bau einer solchen Leitung und einer weiteren Verbindungsleitung zwischen der Innenstadt und Eilbek waren praktisch alle für die Fernwärmeversorgung eingesetzten Heizkraftwerke in der Lage, in ein gemeinsames Fernwärmenetz (Verbundsystem) Wärme einzuspeisen. Die Stränge Rotherbaum und Esplanade konnten in der Warburgstraße miteinander verbunden werden.
Der Hauptwettbewerber der Fernwärme war nach wie vor das Heizöl, das bis Anfang der 70er-Jahre billig am Weltmarkt angeboten wurde. Die Ölpreiskrisen in den 70er-Jahren führten dazu, dass die Fernwärme politisch verstärkt gefördert wurde. Ziel war es, den Anteil der Fernwärme an der Energieversorgung zwecks Energieeinsparung, Ölsubstitution, Versorgungssicherheit und Umweltverbesserung zu steigern. So nahm die Streckenlänge im Fernwärmenetz von 1979 mit 340 auf 542 Kilometer bis zum Jahre 1989 zu. Grund für den Bau der Transportleitung zwischen dem Kraftwerk Wedel und dem Heizkraftwerk Karoline war die Stilllegung des HKW Karoline 1988. Das Werk war technisch veraltet und entsprach nicht mehr den erhöhten Anforderungen an den Umweltschutz. Als Alternative wurde 1985 die Runderneuerung und der Umbau des Kraftwerkes Wedel zu einem Heizkraftwerk mit einer ca. 16,5 Kilometer langen Transportleitung zum Haferweg beschlossen. Die Transportleitung musste bis zur Heizperiode 1987/88 fertiggestellt werden, da das HKW Karoline 1987 nur noch als Reserve zur Verfügung stand.
Aufgrund der deutschen Wiedervereinigung kam es in Hamburg zu einem Bauboom. Da bei Neubauobjekten die Fernwärme für die Projektierung berücksichtigt werden kann, konnten fast alle Projekte für die Fernwärme gewonnen werden. Zum Beispiel wurde einer der größten zusammenhängenden Bürokomplexe, die Alster City, mit 110.000 Quadratmeter zu beheizender Fläche für die Fernwärme gewonnen. Außerdem wurde die Kehrwiederspitze mit Fernwärme erschlossen. Hier wurde im Jahr 1993 der 600. Kilometer Fernwärmetrasse verlegt und die 300.000ste Wohneinheit an das Fernwärmenetz angeschlossen.
1994 arbeiteten sechs Kraftwerke für die Fernwärmeversorgung. Die Anlagen Harburg und Neuhof belieferten als selbstständige Inselbetriebe im Süderelbe-Raum ausschließlich Industriekunden mit Dampf. Für die Stadtheizung (Dampf und Heizwasser) nördlich der Elbe sind die drei Heizkraftwerke Hafen, Tiefstack und Wedel sowie die Müllverwertungsanlage Borsigstraße mit einer Fernwärmeleistung von 1.398 Megawatt im Einsatz.

### 2005 bis heute
Im Rahmen der Privatisierung wurden die Hamburgischen Electricitäts-Werke 2005 von der Vattenfall GmbH (ehemals Vattenfall Europe AG) gekauft. Im Jahr 2011 beteiligte sich die Stadt Hamburg mit 25,1 % an dem Fernwärmegeschäft von Vattenfall in Hamburg. Nach dem Volksentscheid zum Netzrückkauf im Jahr 2013 vereinbarte die Stadt Hamburg mit Vattenfall eine Kaufoption zum Erwerb der verbleibenden 74,9 Prozent am Fernwärmegeschäft. 2019 erwarb die HGV Hamburger Gesellschaft für Vermögens- und Beteiligungsmanagement mbH diese Anteile und ist seitdem alleinige Gesellschafterin.
Anfang September 2019 wurde die Vattenfall Wärme Hamburg GmbH in die Wärme Hamburg GmbH umfirmiert.
Seit dem 1. Januar 2022 gehören Wärme Hamburg und Hamburg Energie als Marken unter das Dach der Hamburger Energiewerke GmbH – Hamburgs größtes Energieunternehmen.

### Kohleausstieg
Im Juni 2019 wurde das Hamburgische Kohleausstiegsgesetz verabschiedet. Aufgrund dieses Gesetzes wurde das Hamburgische Klimaschutzgesetz angepasst. Es sieht nun für die Fernwärme eine Beendigung des Kohleeinsatzes bis zum 31. Dezember 2030 vor.
Zudem soll der CO2-Ausstoß bis 2030 gegenüber 1990 um 55 % gesenkt und bis 2050 die Klimaneutralität erreicht werden.
Das Heizkraftwerk Wedel wird in der verbliebenen Restlaufzeit bis 2025 mit deutlich weniger Brennstoff betrieben. Schrittweise reduziert die Wärme Hamburg die Verbrennung von Kohle um bis zu 30 Prozent. Dadurch werden rund 150.000 Tonnen Kohle pro Jahr eingespart. Ab der Heizperiode 2022/23 soll eine Power-to-Heat-Anlage am Standort Wedel mit 80 Megawatt Windstrom in Wärme umwandeln und so den Kohleeinsatz weiter reduzieren. Mittelfristig wird der Energiepark Hafen das heutige Kohlekraftwerk in Wedel durch überwiegend klimaneutrale Wärme ersetzen – beispielsweise aus Wärmepumpen, industrieller Abwärme oder Müllverwertung.
Wie der Ersatz für das kapazitätsstarke HKW Tiefstack ökologisch und ökonomisch gestaltet werden kann, soll ein Beteiligungsgremium diskutieren. Das Gremium besteht aus zehn Experten aus NGOs, Wissenschaft und Verbänden. Die Wärme Hamburg, die Behörde für Umwelt, Klima, Energie und Agrarwirtschaft, die Finanzbehörde sowie das Bezirksamt Hamburg-Mitte begleiten den durch eine neutrale Stelle moderierten Prozess.

## Geschäftsfelder

### Fernwärme
Als Fernwärme wird die Versorgung von Gebäuden mit Raumwärme und Warmwasser bezeichnet. Durch ein Verbundsystem, das auf eine Vielzahl an Wärmeerzeugern sowie auf Wärmespeicher setzt, soll eine zuverlässige Energieversorgung gewährleistet werden. Die Fernwärme wird mit Heißwasser als Wärmeträger, das heißt ohne brennbaren Energieträger, in die Gebäude gebracht.

### Primärenergiefaktor
Der sogenannte Primärenergiefaktor (PEF), der den ressourcenschonenden Umgang mit Energie misst, hat sich im Rahmen einer Neuzertifizierung des zentralen Fernwärmenetzes der Wärme Hamburg von 0,57 auf 0,36 verbessert. Die Neubestimmung der Anlagen zeigt beim spezifischen CO2-Emissionsfaktor eine Verbesserung von 146 kg CO2/Megawattstunde (MWh) auf jetzt 124 kg CO2/MWh. Dieser Wert entspricht allerdings nur den Angaben des Betreibers. Gemäß der Daten der Energie- und CO2-Bilanz des Statistikamtes Nord liegt der CO2-Faktor der Hamburger Fernwärme dagegen bei knapp 300 g/kWh CO2-äqu, vgl. CO2-Monitoring der Leitstelle Klimaschutz der FHH, maßgeblich bestimmt durch die nach wie vor betriebenen Kohleheizkraftwerke in Wedel und Tiefstack. Die Unterschiede kommen insbesondere durch verschiedene Bewertungsmethoden der Kraft-Wärme-Kopplung zustande.

### Produktionsanlagen
Die Wärme Hamburg liefert durch das 860 Kilometer lange Rohrleitungssystem eine Wärmeleistung von rund 1800 Megawatt und erreicht einen Wärmeabsatz von 4000 Gigawattstunden.
Das Heizkraftwerk Tiefstack im Hamburger Stadtteil Tiefstack wurde 1993 in Betrieb genommen und wird hauptsächlich mit Steinkohle befeuert. Im Jahr 2009 wurde die Strom- und Wärmekapazität von Tiefstack durch ein mit Erdgas betriebenes Gas- und Dampfturbinenkraftwerk (GuD) erweitert. Die thermische Leistung des Heizkraftwerkes beträgt 779 Megawatt (MW), die der GuD-Anlage 350 MW. Die elektrischen Leistungen betragen jeweils 321 MW und 129 MW.
Das Heizkraftwerk Wedel in der Stadt Wedel in Schleswig-Holstein wurde in den Jahren 1961–1965 zur Stromerzeugung gebaut und schließlich im Jahr 1987 zum Heizkraftwerk umgebaut. Das Heizkraftwerk wird mit Steinkohle befeuert und erreicht eine thermische Leistung von 390 MW.
Das Heizwerk HafenCity, das ausschließlich mit Erdgas betrieben, speist Heizwasser und Heizdampf in das Hamburger Fernwärmesystem ein. Damit ist auch die Versorgung zu Spitzenlastzeiten gewährleistet, in denen verstärkt geheizt wird.
- Thermische Leistung: 315 MW
- Inbetriebnahme: 1999
- Technik: Gas

Die Heizanlage Heizwerk Haferweg besteht aus drei erdgasbefeuerten Kesseln mit jeweils 50 Megawatt Leistung. Die Anlage dient der Erhöhung der Versorgungssicherheit und ermöglicht künftig die Versorgung neuer Fernwärmekunden.
- Thermische Leistung: 150 MW
- Inbetriebnahme: 2018
- Technik: Gas

Seit mehr als 100 Jahren versorgt das Heizwerk Barmbek das Krankenhaus Barmbek mit Wärme. Im Jahr 1914 wurde das Kesselhaus im markanten Rotklinkerstil mit fünf kohlebefeuerten Kesseln erbaut. Nach dem Erwerb durch die Wärme Hamburg im Jahr 2005 wurde die Anlage in dem denkmalgeschützten Gebäude durch ein Spitzenlastheizwerk ersetzt.
- Thermische Leistung: 45 MW
- Inbetriebnahme: 2006
- Technik: Öl und Gas

Das ferngesteuerte Heizwerk Eppendorf versorgt das Universitätsklinikum Hamburg-Eppendorf (UKE) mit Wärme. Im Jahre 2008 wurde das Heizwerk modernisiert. Zudem dient das Heizwerk als Spitzenlastanlage, deren erzeugte Energie auch in das Hamburger Fernwärmesystem eingespeist werden kann.
- Thermische Leistung: 25 MW
- Inbetriebnahme: 2007
- Technik: Öl und Gas

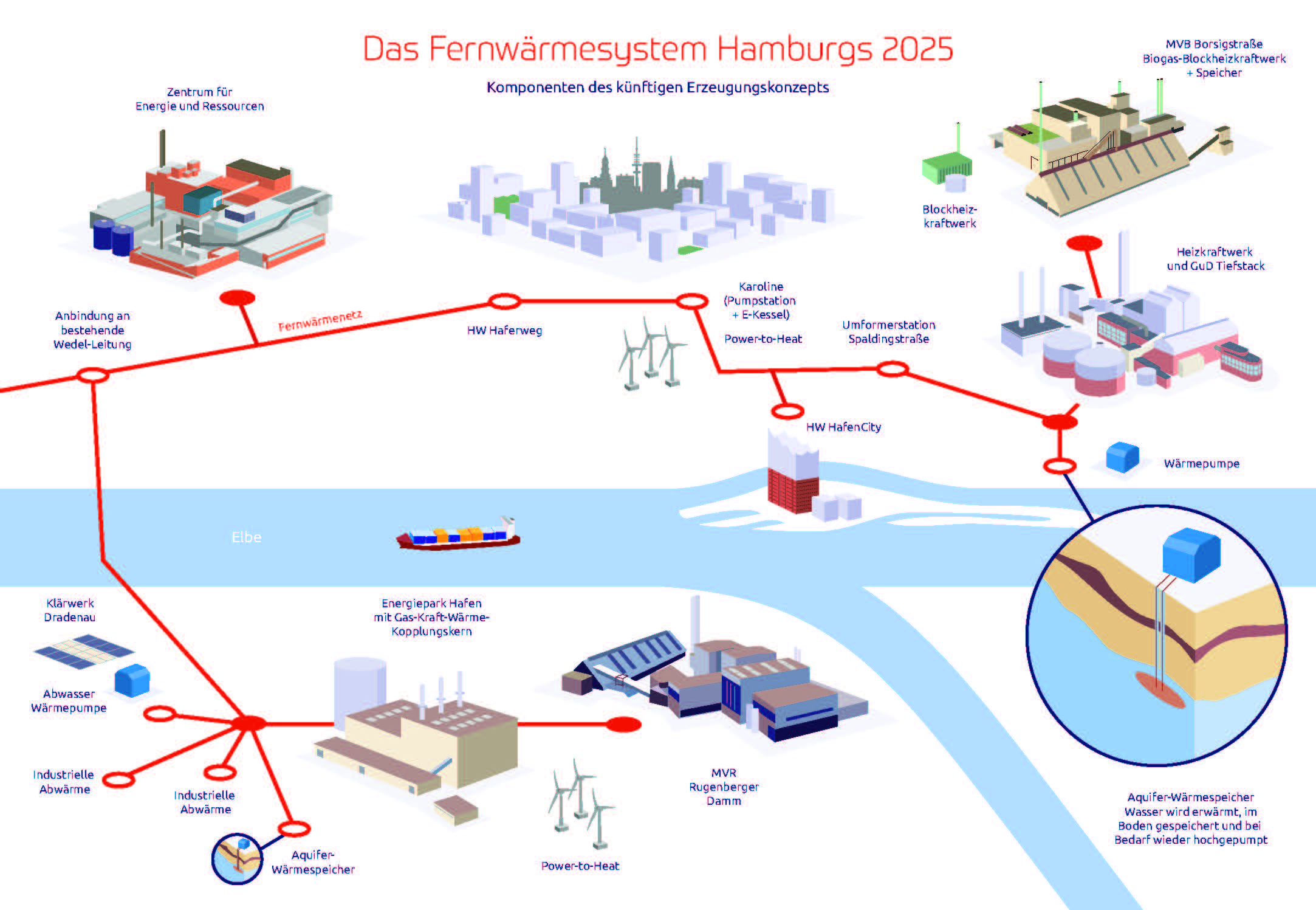
Das Hamburger Fernwärmesystem 2025 der Wärme Hamburg GmbH

Der Energiepark Hafen soll 2025 fertiggestellt werden und das Heizkraftwerk Wedel in der Wärmeproduktion ablösen. Bestandteil des neuen Fernwärmesystems ist eine hocheffiziente Gas- und Dampfturbinenanlage (GuD) als Herzstück und mit einer integrierten Power-to-Heat-Anlage. Die GuD-Anlage ist auf die Verwertung eines hohen Anteils an synthetischem Gas ausgelegt. Perspektivisch kann sie vollständig auf Syn-Gas umgestellt werden und so komplett auf Basis klimaneutraler Brennstoffe arbeiten.
Die klimaneutrale Abwärme aus externen Wärmequellen um den Energiepark Hafen wird in einem Speicherkreislauf zusammengeführt, auf das erforderliche Temperaturniveau gebracht und über die neu gebaute Südleitung in das Fernwärmesystem eingespeist. Zu diesen Wärmequellen zählen die Müllverwertungsanlage Rugenberger Damm, die Abwasserwärmepumpe des Klärwerks Dradenau sowie diverse energieintensive Industriebetriebe wie Stahl- und Aluminiumwerke. Ein Speicher macht die Wärme bedarfsgerecht nutzbar: Darin lässt sich Wärme für durchschnittlich 18.000 Wohneinheiten für die Dauer einer Woche speichern. In der integrierten Power-to-Heat-Anlage werden Überschüsse regenerativ erzeugten Stroms in Wärme umgewandelt – ein Beitrag zur – für die Erreichung der Klimaziele notwendigen – Sektorenkopplung.

### Ökostrom
Mit 90 eigenen Erzeugungsanlagen sind die Hamburger Energiewerke nach eigenen Angaben der größte Ökostromversorger der Stadt. Der Ökostrom stammt eigenen Angaben zufolge zu 100 % aus erneuerbaren Quellen.

### Gas
Bei den Gastarifen setzen die Hamburger Energiewerke auf einen variablen Biogasanteil. Je nach den Anforderungen und Bedürfnissen kann dieser Anteil bis zu 15 % betragen. Damit erfüllen die Gastarife der Hamburger Energiewerke auch die besonderen Vorgaben des Hamburgischen Klimaschutzgesetzes, das bei Neubau oder Sanierung einer Heizungsanlage einen entsprechenden Biogasanteil fordert.